# كاترينا زاخاريفنا آدمينكو
كاترينا زاخاريفنا آدمينكو (بالأوكرانية: Адаменко Катерина Захарівна) (7 نوفمبر 1918 - 21 مايو 2012) كانت رياضية ومدربة سوفيتية ثم أوكرانية، حصلت على درجة الماجستير في الرياضة في اتحاد الجمهوريات الاشتراكية السوفياتية (1950)، كما كانت بطلة متكررة لاتحاد الجمهوريات الاشتراكية السوفياتية وأوكرانيا في الخماسي والوثب الطويل والجري 80 و100 متر مع الحواجز، وهي والدة لاعب كرة القدم الأوكراني ومدرب كرة القدم أوليغ بلوخين.

## نشأتها وتعليمها
ولدت كاترينا أدامينكو في 7 نوفمبر 1918 في قرية نيبرات، مقاطعة بورودينكا، منطقة كييف. في عام 1932، كانت آدمينكو تلميذة تبلغ من العمر 14 عامًا، ذهبت إلى كييف للدراسة كخياطة في مدرسة مصنع كييف في مصنع غوركي للملابس، من هناك بدأت مسيرتها الرياضية حيث شاركت بمسابقه لتقاطع الألعاب الرياضية على مستوى المدينة على طريق بيسارابكا «الملعب الأحمر» وفازت بالسباق بشكل غير متوقع، ودعيت على الفور إلى فريق كييف الوطني لألعاب القوى.

## حياتها المهنية
قبل الحرب العالمية الثانية، تزوجت آدمينكو وأنجبت ابنها ميكولا في عام 1939 بعدها بفترة قصيرة جدا، بدأت حرب الشتاء وتم تجنيد زوج أدامينكو في الجيش وإرساله إلى البرزخ الكاريلي.
في عام 1940، أصبحت أدامينكو بطلة اتحادالجمهوريات الاشتراكية السوفياتية، يوم الأحد 22 يونيو 1941، كان من المفترض أن تشارك كاترينا في عرض رياضي عند افتتاح الملعب الأحمر الذي تم تجديده، والذي سمي بعد إعادة الإعمار باسم نيكيتا خروتشوف لكن الاحتفال لم يحدث بسبب اندلاع الحرب. في بداية الحرب، تم إجلائها هي وابنها إلى المناطق النائية الروسية، حيث أقيمت جنازة زوج آدمينكو الأول.
في يناير 1944، عادت أدامينكو وابنها ميكولا إلى كييف، منذ عام 1944 عملت مدرسةً، ولاحقًا محاضرة كبيرة في جامعة كييف.
في عام 1950، حصلت أدامينكو على لقب ماجستير الرياضة في اتحاد الجمهوريات الاشتراكية السوفياتية. في نفس العام تزوجت للمرة الثانية من الضابط بوزارة الداخلية فولوديمير بلوخين وفي عام 1952 ولد ابنهم أوليغ.
لم تمنع الأمومة آدمينكو من الانضمام إلى الفريق الأولمبي للاتحاد السوفيتي في دورة الألعاب الأولمبية الصيفية في هلسنكي ومنذ عام 1936 إلى عام 1952 كانت أدامينكو عضوًا في الفرق الوطنية لجمهورية أوكرانيا الاشتراكية السوفياتية والاتحاد السوفيتي (خماسي، وثب طويل، جري 80 و100 متر مع حواجز)، مسجلةً 87 رقمًا قياسيًا في جمهورية أوكرانيا الاشتراكية السوفياتية.
في عام 1958، تخرجت آدمينكو من معهد كييف للتربية البدنية، ومنذ عام 1958 عملت في قسم التربية البدنية في معهد كييف للهندسة المدنية لأكثر من 50 عامًا.

## وفاتها
توفيت كاترينا أدامينكو في 21 مايو 2012 من تصلب الشرايين عن عمرٍ ناهز 93 عامًا ودُفنت في مقبرة بايكوف [الإنجليزية] في كييف.